# Au Wai Lun
Au Wai Lun (Hong Kong, 14 agosto 1971) è un ex calciatore ed ex giocatore di calcio a 5 hongkonghese.

## Carriera
Come massimo riconoscimento in carriera vanta la partecipazione con la Nazionale maschile di calcio a 5 di Hong Kong al FIFA Futsal World Championship 1992 dove i padroni di casa, qualificati di diritto come paese organizzatore, sono stati eliminati al primo turno con due sconfitte ed una vittoria ai danni della Nigeria.